# Неверов, Владимир Лаврентьевич
Владимир Лаврентьевич Неверов (род. 4 мая 1945 года, Таганрог, Ростовская область) — советский и российский военный деятель, генерал-лейтенант. Герой Советского Союза. Почётный гражданин города Таганрога.

## Начальная биография
Владимир Лаврентьевич Неверов родился 4 мая 1945 года в Таганроге Ростовской области в семье рабочего.
Окончил 10 классов.

## Военная служба
В августе 1962 года был призван Таганрогским райвоенкоматом Ростовской области в ряды Советской Армии.
В декабре 1965 года вступил в ряды КПСС.
В 1966 году окончил Бакинское высшее общевойсковое командное училище имени Верховного Совета Азербайджанской ССР, а в 1978 году — Военную академию имени М. В. Фрунзе. Служил в Закавказском военном округе (дважды), в Группе советских войск в Германии, в Северо-Кавказском, Дальневосточном, Туркестанском и Киевском военных округах, в Центральной группе войск (Чехословакия) и в Белорусском военном округе.
В 1968 году принимал участие в операции «Дунай» по вводу соединений Варшавского Договора на территорию Чехословацкой Социалистической Республики. 82-й гвардейский мотострелковый полк 6-й гвардейской мотострелковой Львовской, ордена Ленина, Краснознаменной, ордена Суворова дивизии, в котором служил Неверов, вводился в ЧССР из Бернау (ГДР, ГСВГ).
С 1982 по 1984 годы Неверов находился в составе ограниченного контингента советских войск в Афганистане, командуя 101-м мотострелковым полком (5-я гвардейская мотострелковая дивизия).
22 сентября 1982 года за образцовое командование полком и успехи, достигнутые в ходе боевых операций был награждён орденом Красной Звезды.
6 февраля 1983 года Владимиру Неверову было досрочно присвоено звание «полковник».
При организации боевых действий против бандформирований командир 101-го мотострелкового полка Владимир Неверов проявил высокие волевые качества, самостоятельность, инициативу, творчество, оперативность и четкость, умение всесторонне оценивать обстановку, предвидеть развитие боя, эффективно использовать для достижения успеха мощь оружия и боевой техники, моральные и физические силы воинов. Он лично разработал и провел 43 боевых операции с результатом: уничтожено 5162 мятежника, 27 исламских комитетов, 11 складов с вооружением и военным имуществом; захвачено: 1205 единицы стрелкового оружия, 75190 штук различных видов боеприпасов, 97 единицы ПРТ средств, 83 единицы колесной техники; пленено и передано в ХАД (афганская служба безопасности) 4156 человек. Образец героизма, мужества, отваги, он проявил при разгроме крупной банды главаря Гафар-Каля исламского общества Афганистана у населенного пункта Корт 27-28 ноября 1983 года, которая с января 1981 года терроризировала народную власть и наносила ощутимый урон советским колонам. Приняв смелое тактическое решение, точно оценив обстановку, он лично возглавил ударную группу, проник с ней к тщательно замаскированному тайному ходу мятежников, который использовался ими для внезапного нападения на колоны, навязал им свою волю и заставил вступить в бой, в результате которого 43 мятежника с главарем были убиты, 106 человек пленены и переданы в ХАД, захвачено 102 единицы стрелкового оружия, освобождено 8 кишлаков.
Указом Президиума Верховного Совета СССР от 17 февраля 1984 года за мужество и героизм, проявленные при оказании интернациональной помощи Демократической Республике Афганистан, полковнику Владимиру Лаврентьевичу Неверову присвоено звание Героя Советского Союза с вручением ордена Ленина и медали «Золотая Звезда» (№ 11506). Награду вручал в здании генерального штаба Министр обороны СССР Д. Ф. Устинов.
В 1987 году Владимир Неверов окончил Военную академию Генерального штаба Вооруженных Сил СССР имени К. Е. Ворошилова.
С 1987 по 1991 годы — командир 30-й гвардейской мотострелковой Иркутско-Пинской орденов Ленина и Октябрьской Революции, трижды Краснознаменной, ордена Суворова дивизии имени Верховного Совета РСФСР в Центральной группе войск. В декабре 1990 года вывел её из Чехословакии в Белоруссию, в город Марьина Горка. В ноябре 1987 года В. Л. Неверову было предоставлено право от имени Вооруженных Сил СССР приветствовать в Кремлёвском Дворце съездов участников торжественного собрания, посвященного 70-летию Великой Октябрьской социалистической революции.
С 1991 по 1993 годы участвовал в событиях в Армении и Азербайджане в качестве первого заместителя командующего, а затем начальника штаба 7-й армии Вооруженных Сил России.
С 1993 по 2000 годы Владимир Лаврентьевич Неверов служил на должности начальника основного факультета Военной академии Генерального штаба Вооруженных Сил Российской Федерации.
В 1997 году окончил Академию народного хозяйства при Правительстве РФ по специальности «Государственная политика и государственное управление» с присвоением квалификации «Магистр Государственного управления»; в 1999 году — Высшие академические курсы при Военной академии Генерального штаба.
В 2000 году генерал-лейтенант Владимир Лаврентьевич Неверов вышел в запас. Живёт в Москве. С июля 2000 по 2013 года работал на должности главного инженера ФГУЗ «Центр гигиены и эпидемиологии в городе Москве», после чего вышел на пенсию.
Проводит большую военно-патриотическую и воспитательную работу среди подрастающего поколения. С ноября 2010 года возглавляет Совет ветеранов 30-й гвардейской мотострелковой Иркутско-Пинской дивизии.
В августе 2020 года имя Героя Советского Союза генерал-лейтенанта Неверова Владимира Лаврентьевича при его жизни присвоено Приморской средней образовательной школе Неклиновского района Ростовской области.
7 сентября 2023 года Владимиру Неверову было присвоено звание "Почётный гражданин города Таганрога".

## Награды
- Медаль «Золотая Звезда»;
- орден Ленина (17.02.1984);
- орден Красной Звезды (22.09.1982);
- орден «За службу Родине в Вооруженных Силах СССР» 3 степени;
- орден «Звезда» (Демократическая Республика Афганистан);
- медали СССР и РФ;
- почётные знаки Федеральной пограничной службы, Министерства внутренних дел, Министерства железных дорог;
- именное огнестрельное оружие;
- почётные грамоты и поощрения.